# Corneliu Oros
Corneliu Oros   (Oradea, 5 de març de 1950) és un jugador de voleibol romanès, ja retirat, que va competir durant les dècades de 1960 i 1970.
El 1972 va prendre part en els Jocs Olímpics d'Estiu de Munic, on fou cinquè en la competició de voleibol. El 1980, als Jocs de Moscou, guanyà la medalla de bronze en la competició de voleibol. En el seu palmarès també destaca una medalla de bronze al Campionat d'Europa de voleibol de 1971.
A nivell de clubs va jugar al Dinamo București, amb el qual va guanyar la Recopa d'Europa de 1979 i vuit títols nacionals. Després de retirar-se de les competicions va treballar com a entrenador en diferents equips.